# Yakuza 4
Yakuza 4 —  пригодницька гра, розроблена командою CS1 Team (зараз відома як Ryu Ga Gotoku Studio) та видана компанією Sega для PlayStation 3. Гра вийшла у 2010 році в Японії та Південно-Східній Азії, а також роком пізніше у Північній Америці та Європі. Це четвертий тайтл основної частини серії Yakuza. Ремастер для PlayStation 4 вийшов в Японії у січні 2019 року, тоді як світовий реліз відбувся у жовтні того ж року у вигляді безкоштовного завантаження гри для власників The Yakuza Remastered Collection до якої увійшли ремастери Yakuza 3, 4 і 5. Трилогія також була доступна в обмеженому тиражі фізичного релізу, який вийшов 11 лютого 2020 року. The Remastered Collection у електронному вигляді з'явилася також на Microsoft Windows та Xbox One у 2021 році.
Yakuza 4 — єдина гра в основній серії (окрім Yakuza/Yakuza Kiwami), в якій Камурочо є єдиним грабельним містом. Це також перша гра в серії, яка представляє гравцю кількох протагоністів: нових персонажів Шуна Акіяму, Тайґу Седжиму, Масайоші Танімуру і незмінного героя серії Казуму Кірію. 

## Ігровий процес

Геймплей під час бойового зіткнення: на екрані життєві показники ігрового персонажа та ворогів, а також міні-карта і використана зброя (якщо вона є)

Yakuza 4 — пригодницька гра у жанрі побий усіх з відкритим світом і видом від третьої особи. Це перша і єдина гра в основній серії з часів оригінальної Yakuza (і її ремейку), в якій немає відкритого ігрового світу за межами Камурочо. Втім, сам район Камурочо тут значно розширили, додавши окрім звичних гравцю вулиць нові локації, включаючи провулки, дахи та підземні простори, наприклад, автостоянки, каналізацію та тунелі.
Вперше в серії тут представлено кілька грабельних персонажів, кожен з яких має свій власний стиль бою. Акіяма майже повністю покладається на свої ноги під час атаки; Танімура використовує тайхо-джуцу, стиль бойового мистецтва, розроблений спеціально для японської поліції; Седжима покладається на свою кремезну статуру та використовує в основному грубу силу та прийоми професійних реслерів; Кірію як завжди користується своїм фірмовим стилем «Дракона Доджими», хоча в деяких випадках додає прийоми, взяті від інших трьох протагоністів.
Черговим нововведенням Yakuza 4 стала сумісність зброї з персонажами — специфічні види зброї можуть використовувати лише певні персонажі. Так Акіяма може користуватися тільки палицями калі та нунчаками, Седжима — мечами, молотами, кастетами і пістолетами, Танімура — бойовими посохами і тонфа, тоді як Кірію доступні всі види зброї.
Тайтл продовжує сталу традицію серії і ще більше розширює вже існуючий список міні-ігор, додаючи нові випробування, курси та досягнення в них. Тут представлені класичні аркадні ігри Sega, дартс, боулінг, караоке, пул, гольф, рибалка, покер, рулетка, блекджек, бакара, шьоґі, маджонґ, кой-кой, ойчо-кабу, ці-ло, чо-хан, бейсбол, кран, масаж, кабаре клуб, творець бійців (англ. Fighter Maker). 

## Сюжет

The Yakuza Remastered Collection

### Сетинг
Сюжет Yakuza 4 розгортається через рік після подій попередньої частини і є її прямим продовженням. Дія гри відбувається в Камурочо́, що є реалістичним відтворенням Кабукічо в Токіо. Кредитна акула, Шун Акіяма (Коїчі Ямадера), засуджений вбивця, Тайґа Седжима (Рікія Кояма), корумпований детектив, Масайоши Танімура (Хірокі Нарімія/Тошикі Масуда — ремастер) і легендарний якудза, Казума Кірію (Такая Курода), викривають корупційну схему верхівки Департаменту поліції Токіо.
Синопсис
Березень 2010 року. У Камурочо відбувається серія загадкових вбивств якудза з сім'ї Шибата. Шун Акіяма, власник лихварської компанії «Sky Finance», допомагає своєму давньому другові і капітану незначної організації якудза підконтрольної Клану Тоджо, Хіроякі Араї (Іккі Савамура), у вирішенні територіальної суперечки. Клан Уено Сейва, що є порушником, має і без того напружені стосунки з Тоджо і втручання Акіями має пом'якшити будь-яку ескалацію. Всі зусилля йдуть прахом, коли Араї вбиває офіцера Уено Сейви і втікає з місця злочину, збаламутивши не тільки поліцію Токіо, а і весь клан Тоджо, котрий тепер несе відповідальність за вбивство офіцера союзної організації. Акіяма дізнається, що водночас з інцидентом з Араї, у штаб-квартирі організації було вбито їхнього патріарха, а на тілі вбитого знайдені сліди сексуального характеру, що вказує на те, що вбивцею була жінка. Невдовзі до компанії Акіями таємнича жінка, яка називає себе Лілі (Маджу Озава), звертається з проханням про позику в розмірі ¥100 млрд.
Тим часом шостий голова Тоджо, Дайґо Доджима (Сатоши Токушиґе), зустрічається з капітаном клану Уено Сейва, Ісао Кацураґі (Фуміхіко Тачікі), щоб запобігти потенційній війні між кланами, але вимоги Кацураґі — голова Араї, який пропав у невідомому напрямку, або чималі статки лейтенанта Тоджо, Ґоро Маджіми (Хіденарі Уґакі), — виявляються надто високими. 
За короткий час проведений з Лілі Акіяма приходить до висновку, що це саме вона стоїть за нещодавніми вбивствами. Все ж він позичає їй гроші, але ситуація продовжує набирати обертів, коли Акіяма дізнається, що по сліду Лілі вже ідуть люди однієї з найсильніших організацій Тоджо — сім'ї Шибата. На додачу до цього, дізнавшись про їхній зв'язок, перед Акіямою постає сам Ґоро Маджіма, котрий в свою чергу розшукує Лілі. Він розкриває її справжнє ім'я, Ясуко Седжима, і каже, що хоче захистити її і «спокутувати свою провину».
У 1985 році Тайґа Седжима був засуджений до смертної кари за вбивство 18 членів клану Уено Сейва. Через 25 років його переводять до Окінавської в'язниці № 2, де він зустрічається з Ґо Хамазакі. Той розробляє план втечі, для реалізації якого йому необхідний саме Седжима. Тож Хамазакі навмисно маніпулює інформацією, щоб переконати Седжиму в тому, що його названий брат Ґоро Маджіма, з яким той мав виконати вбивство членів Уено Сейва, цілеспрямовано зрадив його 25 років тому. Седжима погоджується на втечу, з намірами розшукати Маджіму і дізнатися правду. Прибувши до Токіо, Седжима, котрий останні 25 років перебував в інформаційному вакуумі, постає перед Маджімою, від якого дізнається, що в день убивства патріарх Шибата намагався переконати Маджіму відмовитися від участі в цій операції. Зрештою, Шибата використав близько двадцяти своїх людей для нападу на Маджіму, який в результаті втратив око, на тривалий час був вигнаний з Клану Тоджо і ще близько року перебував у катівні якудза. Після вбивства, Шибата переконав керівництво Тоджо, що організація Сасаї, до якої належав Седжима, організувала вбивство членів Уено Сейва, щоб розпалити війну між Тоджо і Уено Сейва заради особистої вигоди, що призвело до розпаду Сасаї і значного покращення позицій Шибата.
Детектив Масайоши Танімура з відділу громадської безпеки поліції Токіо отримує інформацію, що Ясуко Седжиму, жінку, яку він роками намагався розшукати, бачили в Камурочо. Його батько — ведучий детектив справи про вбивство членів Уено Сейва у 1985 році, — був убитий під час розслідування, а намір зустрітися з нею було останнім, що детектив записав у своєму робочому блокноті. Танімура дізнається, що недавнє вбивство офіцера Уено Сейви було організоване самим капітаном цієї організації, Кацураґі, та патріархом іншої сім'ї якудза, Шибатою. Танімурі вдається врятувати Ясуко від якудза, тоді як Араї, який весь цей час співпрацював з Кацураґі, вбиває Шибату.
Ясуко/Лілі розповідає Танімурі, що вбила людей Шибати як частину угоди, яку вона уклала з Кацураґі: вбивство вказаних ним людей в обмін на докази, про невиновність її брата, Тайґи Седжими. Спочатку Кацураґі дав їй вибір: вбивство або непідйомна сума в ¥100 млрд, проте після першого вбивства Кацураґі продовжував вказувати їй нові цілі, тож у розпачі жінка звернулася за позикою до Акіями. Танімура, бажаючи дізнатися правду про смерть свого батька, пропонує передати гроші Кацураґі замість неї. Під час зустрічі Кацураґі розповідає, що батька Танімури вбили, тому що той розкрив влаштовану Кацураґі та Шибатою підставу 25 років тому і що це він, Кацураґі, був справжнім убивцею 18-ти якудза, а Тайґа Седжима сів у в'язницю навіть не здогадуючись, що його використали. У змові Уено Сейви також була замішана поліція. Так і не віддавши гроші Кацураґі, Танімура повертає раніше позичену Ясуко суму Акіямі і з його допомогою виходить на слід детектива Джунджи Суґіючі (Кенічі Ендо), котрий виявляється кротом Кацураґі в поліції. Суґіючі зізнається у вбивстві батька Танімури та розкриває ще глибшу злочинну схему в управлінні поліцією. Виявляється 25 років тому план Кацураґі також розкрив тодішній заступник комісара Сейширо Мунаката (Кінья Кітаоджи), знайшовши невідповідності у звіті Суґіючі до справи Уено Сейва, і, взявши це під свій контроль, шантажував Суґіючі, щоб просунути свою кар'єру. Щойно Суґіючі погоджується свідчити проти Мунакати, його вбивають.
В Окінаві до Кірію волею долі потрапляють документи з доказами того, що Окінавська в'язниця № 2, де донедавна утримували Седжиму, фінансується за рахунок відмитих Департаментом поліції Токіо грошей. Біля відділку він також зустрічає Ясуко, яка не знаючи про недавню втечу Седжими благає поліцейських про зустріч з братом. Вони обмінюються інформацією і вирушають у Камурочо. Щоб дізнатися про події навколо Клану Тоджо, Кірію відвідує Маджіму але, прибувши на місце, застає того в момент арешту поліцією, що, за словами самого Маджіми, пов'язано з угодою, яку Дайґо уклав з Мунакатою. В іншому місці Мунаката погрожує Дайґо розправою над Тоджо, якщо той не виконуватиме його накази.
Кірію вступає в контакт з Акіямою і Танімурою, в той же час люди Кацураґі беруть у полон Ясуко і Тайґу Седжим. Кірію домовляється про зустріч з Кацураґі, на якій погоджується передати документи з доказами корупційних схем токійської поліції в обмін на обох полонених. Обмін виходить з під контролю і в результаті Ясуко вбиває Кацураґі, але при цьому сама отримує смертельне поранення. Квартет Акіяма, Седжима, Танімура і Кірію вигадують і реалізують план, щоб заманити і зібрати в одному місці своїх супротивників. Вчотирьох вони перемагають сили Мунакати, який після оприлюднення своєї корупційної схеми накладає на себе руки.
Через кілька місяців, в штаб-квартирі Клану Тоджо, Кірію, Дайґо і звільнений з тюрми Маджіма відвідують церемонію призначення Седжими патріархом новоствореної власної організації якудза.

## Ремастер
Yakuza 4 Remastered вийшла 17 січня 2019 року в Японії, тоді як західна версія вийшла в цифровому форматі пізніше того ж року, 19 жовтня 2019 року. Вона доступна у складі збірки The Yakuza Remastered Collection, що містить ремастери Yakuza 3, 4 і 5. Трилогія також була доступна у вигляді обмеженого фізичного бокс-сету, випущеного 11 лютого 2020 року, та для ПК через Steam і Xbox One з 28 січня 2021 року.

## Оцінки і відгуки
| Агрегатор  | Оцінка |
| ---------- | ------ |
| Metacritic | 78/100 |

| Видання       | Оцінка |
| ------------- | ------ |
| Famitsu       | 38/40  |
| GameSpot      | 8/10   |
| GamesRadar+   | [ 15 ] |
| IGN           | 6,5/10 |
| RPGamer       | 4/5    |
| The Telegraph | 9/10   |
| Push Square   | 8,4/10 |

Yakuza 4 отримала загалом позитивні оцінки на агрегаторі рецензій Metacritic, набравши 78 балів.
Критики високо оцінили бойову механіку і залишились задоволені ідеєю розподілу бойових стилів між чотирма головними героями. На думку Кріса Шилінга з The Guardian: «чотири дуже відмінні бойові стилі [різних протагоністів] додають різноманітності до частих, жорстоких і цікавих боїв». Каролін Петіт з GameSpot похвалила нову концепцію бойових стилів: «[...] бійки є основою Yakuza 4, і, як і сюжет, цей аспект також краще розділити між чотирма героями».  Ґреґ Міллер з IGN, хоч і похвалив боївку, назвавши її «веселою і брутальною», в кінці зауважив, що «всі фінішери, які я бачив, були перенесені з останньої гри [...] і є вже пройденим етапом». На думку Сема Вачтера з RPGamer: «єдиним недоліком боїв у Yakuza 4 є їхня часта повторюваність [...], оскільки випадкові вуличні сутички постійно відволікають від загального задоволення грою». GameSpot також поскаржились на кричущу різницю в складності боїв між звичайними ворогами та босами: «На жаль, більшу частину гри бій настільки простий, що це може залишити вас погано підготовленими до тих небагатьох битв, в яких вороги сильні і навчені блокувати та ухилятися від ваших атак».
Рецензенти у більшості своїй хвалили Yakuza 4 як за сюжет і акторську гру. За словами Семмі Беркера з Push Square: «розвиток персонажів та сюжету в Yakuza 4 реалізовано краще, ніж майже у всіх інших іграх [цього жанру]. Діалоги, темп і нюанси анімації виділяють катсцени Yakuza 4 серед більшості сучасної продукції. [...] Yakuza 4 чіпляє вас правдоподібними персонажами та сюжетом, який повільно розгортає шари складної, але захопливої кримінальної драми. Виявлення зв'язку між кожним з головних героїв — справжнє задоволення, і це змушує сюжет розвиватися швидше, ніж у попередніх частинах серії». Девіду Волінські з GamesRadar сюжет навпаки здався «передбачуваним» і «шаблонним».

### Продажі
За інформацією Media Create у перший тиждень після релізу Yakuza 4 у Японії було продано 384 тис. копій. Гра впевнено трималась у десятці найпродаваніших тайтлів Японії п'ять тижнів поспіль та за три місяці після релізу досягла відмітки у 560 тис. проданих копій тільки у Японії.